# 바람의 나라 (드라마)
《바람의 나라》는 2008년 9월 10일부터 2009년 1월 15일까지 방영한, 한국방송공사의 특별기획드라마이다.
한편, 본 작품은 2009년 11월 2일부터 그 해 12월 31일(1차), 2010년 10월 19일부터 같은 해 12월 30일(2차)까지 KBS 걸작선으로 재방영되었으며 2010년 9월 시작될 예정이었던 대하드라마 근초고왕의 제작 지연 탓인지 이 드라마의 대타로 재방송될 계획이었지만 재편집 문제 등의 이유로 무산됐다.
아울러, 2009년 1월 1일에는 주말 대하사극 천추태후 스페셜 방송으로 결방되자 해당 드라마 홈페이지에서 팬들의 비판의 글이 올라왔다.

## 제작
초록뱀미디어와 KBS 드라마본부가 드라마 《바람의 나라》를 40억 원에 제작 계약을 체결하였고, 2008년 9월 4일에 용산 CGV에서 제작 발표회를 열었다.

이후 총 제작비 200억 원을 들여 총 36부작으로 제작되었다.

## 등장 인물

### 주요 인물
- 무휼(대무신왕) : 송일국
  - 아역 : 최원홍
- 연 (해씨 부인) : 최정원

갈사왕의 손녀. ㅡ 대소의 모친 원후의 오라버니인
벌개의 아들인 탁록의 딸
- 호동왕자 : 최원홍, 김진우
- 유리 : 정진영
- 도진 : 박건형 ㅡ 영포의 아들

주몽 : ? _ 무휼이 신검 을 찾을때 석실 관에 안치

### 고구려 사람들
- 해명 : 이종원
- 괴유 : 박상욱
- 혜압 : 오윤아
- 추발소 : 김재욱
- 마로 : 장태성
- 마황 : 김상호
- 여진 : 김혜성
- 세류 : 임정은
- 구추 : 김명수

### 부여 사람들 ㅡ 동부여
- 대소 : 한진희
- 탁록 : 손병호
- 사구 : 박정학
- 맹광 :김민찬
- 부여왕비 양설란 : 박현심
- 영포 : 신삼국지 조조 역 중국배우
- 조감 : 해신에서 정화아빠

### 제가회의 사람들
- 상가 : 김병기 ㅡ 주몽 시절 비류국 왕 송양
- 명진 : 김규철
- 배극 : 정성모

### 그 외 인물
- 공찬 : 김원효
- 연화 : 이시영
- 이지 : 김정화
- 미유부인 : 김혜리
- 연비 : 최운교
- 귀족 : 김경룡
- 환나대가 : 김주영
- 안승 : 김승욱

## 수상 경력
- 2008년 KBS 연기대상 베스트 커플상 남자 최우수상 송일국
- 2008년 KBS 연기대상 베스트 커플상 여자 우수상 최정원
- 2008년 KBS 연기대상 남자 우수상 정진영

## OST
- 2008년 9월 17일에 방영된 예고편을 통해 OST 일부가 공개되었고, 9월 18일에 방영된 4화분에서 작사 강은경, 작곡 박근태 가수 휘성이 노래한 〈살아서도, 죽어서도〉가 공개되었다.
- 가수 견우가 무휼의 메인 테마 〈소원〉을 불렀다.
- 가수 그룹 브라운아이드걸스의 제아가 연의 메인 테마 〈다애〉를 불렀다.
- 가수 박완규가 도진의 메인 테마 〈나 살아 생전에〉를 불렀다.

## 촬영지
대규모 전쟁신은 대부분 중국 현지에서 촬영되었으며, 우시(無錫) 오픈 세트장과 《신화》의 촬영지로도 사용된 황 산(黃山) 미굴, 중국 내륙 란저우(蘭州), 징타이(京台), 황하의 석림지역 등지에서 촬영되었다. 또한 여러 시나리오 중, 현실적으로 구현이 어려운 장면들이나 과장에는 CG를 적극 이용하여 제작되었다.

## 에피소드
- 2006년에 큰 인기를 끌었던 드라마 《주몽》에서 '주몽' 역을 맡은 배우 송일국이 이번 작품에서는 그 손자인 대무신왕 역을 맡았다. 역시 전편 《주몽》에서 대소와 결투를 벌였던 그는 이번에도 주몽 죽음 이후 수십 년이 지나 나이가 든 부여의 대소왕과 대결을 펼치는 상황이 연출되었다. 송일국 뿐만 아니라 주몽에서 활약했던 김병기, 최운교, 김민찬도 출연하였다.
- 같은 시기에 방영된 KBS 드라마 《소문난 칠공주》에서 '나미칠' 역을 맡았던 최정원, 최근 뮤지컬 '햄릿'의 박건형, 그리고 모델 김재욱과 배우 김정화 등이 처음 출연한 사극이기도 하다.
- 김진의 작품인 만화 《바람의 나라》를 바탕으로 극화한 판타지 액션 사극 드라마로서, 주몽 이후 유리명왕부터 대무신왕까지의 역사적 배경을 다룬 만큼, 자체적으로 완성도에 기대가 높아 KBS와 MBC 등 각 방송사의 수목드라마 시청률을 선점하기 위해 2008년 하반기 방영작으로 가닥을 잡았다.

## 같이 보기
- 드라마 《주몽》
- 대소왕
- 유리명왕
- 대무신왕